# (35474) 1998 EA9
1998 EA9 (asteroide 35474) é um asteroide da cintura principal. Possui uma excentricidade de 0.23836150 e uma inclinação de 9.05532º.
Este asteroide foi descoberto no dia 9 de março de 1998 por Thierry Pauwels em Uccle.